# 原野

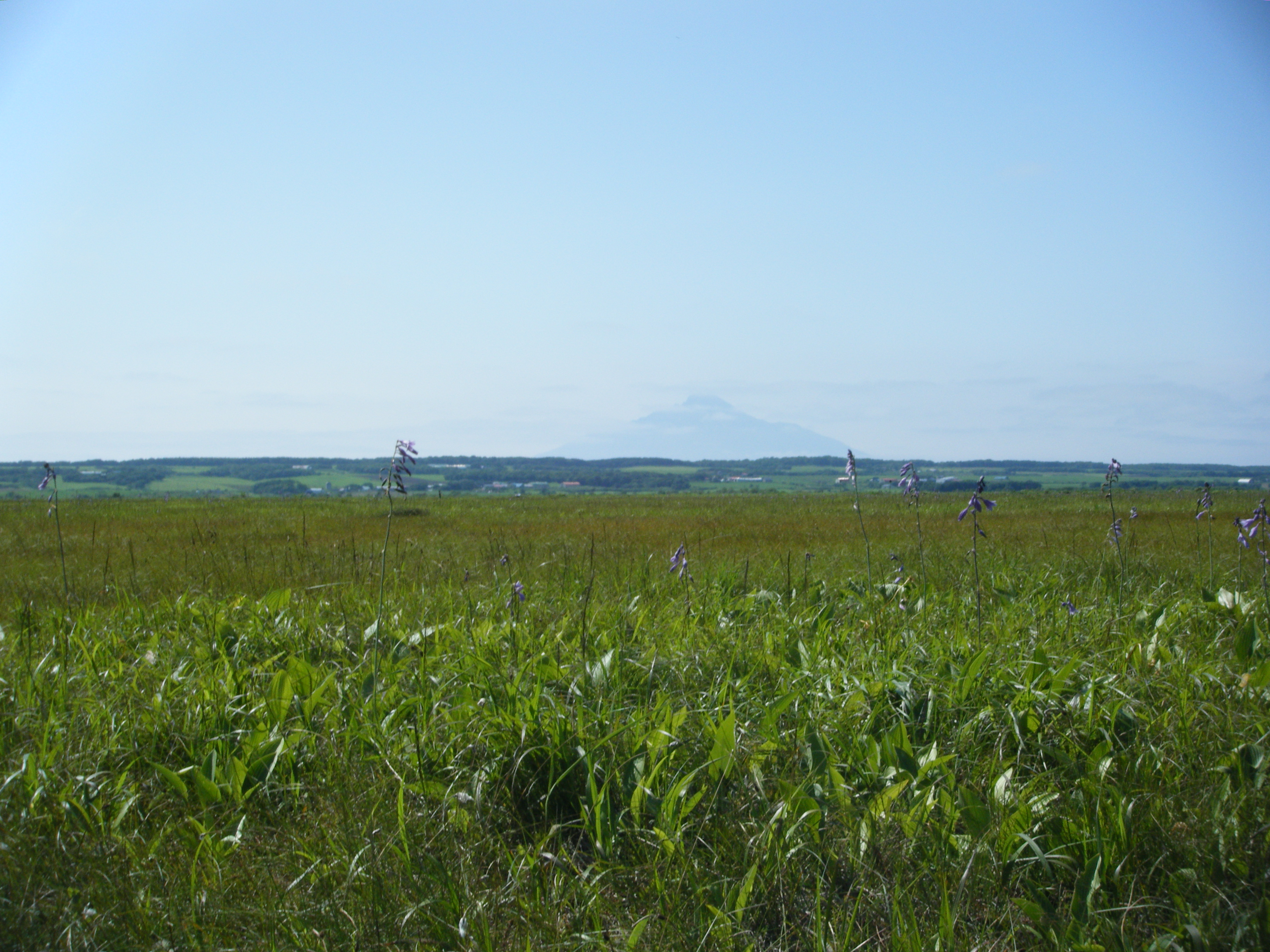
サロベツ原野のサロベツ原生花園（北海道、2009年）

原野（げんや）とは、耕作の方法によらないで雑草、かん木類の生育する土地。野原（のはら）とも言う。

## 分類・調査
日本では、不動産登記事務取扱手続準則第68条12項にて地目として分類されている。世界的な原野の定義、面積の調査は、世界農林業センサスにて取りまとめが行われている。

## 利用
気象や水資源、地質条件など、何らかの理由で人間が耕作に利用しない台地、平野部のため土地利用の強度は低いが、世界的に見れば放牧地等として利用されている場所も存在する（各項目参照のこと）。

### 日本国外の原野
- サバナ
- ステップ
- パンパ
- ヒース
- ムーア

### 日本の原野
- 根釧原野（北海道）
- サロベツ原野（北海道）
- 勇払原野（北海道）
- 猿払原野（北海道）
- 熊牛原野（北海道）
- 万畳敷原野（北海道）
- 安積原野（福島県）- 明治期以降開拓が進み、既に原野としての面影をとどめていない。

## 共通または類似する土地、土地利用
- 湿地 - 池沼
- 草原
- 荒地
- 空地 - 公開空地
- 耕作放棄地
- カルスト台地
- サーモカルスト